# Jacques Favory
Jacques Favory (Parigi, 15 maggio 1926 – Bonchamp-lès-Laval, 13 agosto 2018) è stato un cestista francese.

## Carriera
Con la Francia ha disputato due edizioni dei Campionati europei (1947, 1949), vincendo una medaglia d'argento.

## Palmarès
- Campionato francese: 1

Parigi UC: 1946-47